# Zahn (Familienname)
Zahn ist ein deutscher Familienname.

## Namensträger

### A
- Adolf Zahn (1834–1900), deutscher Theologe
- Agnes von Zahn-Harnack (1884–1950), deutsche Schriftstellerin und Frauenrechtlerin
- Albert von Zahn (1836–1873), deutscher Kunsthistoriker, Museumsdirektor und Herausgeber
- Albert Zahn (1918–1975), deutscher Schauspieler
- Alfred Zahn (1903–1972), deutscher Journalist
- Annette Kast-Zahn (* 1956), deutsche Psychologin

### C
- Carolyn Zahn-Waxler, US-amerikanische Entwicklungspsychologin und Professorin
- Christian Zahn (Chemiker) (1879–1961), deutscher Chemiker
- Christian Zahn (Fabrikant) (1926–2011), deutscher Fabrikant, Geschäftsführer von Schuberth Helme GmbH und Sohn von Werner Zahn (Bobfahrer)
- Christian Zahn (Gewerkschafter) (* 1948), deutscher Gewerkschafter und Jurist
- Christian Jakob Zahn (1765–1830), deutscher Unternehmer, Politiker und Komponist
- Conrad Zahn (1835–1987), deutscher Rittergutspächter und Politiker

### D
- Dieter Zahn (* 1940), deutscher Kontrabassist

### E
- Eberhard Zahn (1910–2010), deutscher Manager
- Egmont Zahn, deutscher Ruderer
- Emil Zahn (1883–1932), deutscher Gärtner
- Erich Zahn (* 1940), deutscher Wirtschaftswissenschaftler
- Erika Zahn (1930–2013), deutsche Schauspielerin
- Ernst Zahn (Politiker) (1810–1866), deutscher Fabrikant und Politiker
- Ernst Zahn (1867–1952), Schweizer Schriftsteller
- Eva Zahn (* 1960), deutsche Drehbuchautorin und Journalistin, siehe Eva und Volker A. Zahn

### F
- Frank Zahn (1967–2017), deutscher Jurist und Verlagsmanager
- Franz Ludwig Zahn (1798–1890), deutscher Pädagoge
- Franz Michael Zahn (1833–1900), deutscher Theologe
- Friedrich Zahn (Statistiker) (1869–1946), deutscher Statistiker
- Friedrich von Zahn (1902–1993), deutscher Ministerialbeamter
- Friedrich Benjamin Zahn (1721–1784), kursächsischer Beamter; kursächsischer Beamter, Kammerkommissionsrat und Amtmann
- Friedrich Wilhelm Zahn (1845–1904), deutscher Pathologe
- Fritz Zahn (Gärtner) (1872–1942), deutscher Gartenbaudirektor
- Fritz Zahn (Fußballspieler) (1919–1947), deutscher Fußballspieler

### G
- Gordon C. Zahn (1918–2007), US-amerikanischer Soziologe
- Günter Zahn (* 1954), deutscher Leichtathlet
- Gustav von Zahn (1871–1946), deutscher Geologe und Meteorologe

### H
- Hans-Eberhard Zahn (1928–2013), deutscher Psychologe
- Helmut Zahn (1916–2004), deutscher Chemiker
- Helmut Zahn (Fußballspieler) (* 1955), deutscher Fußballspieler
- Hermann Zahn (1912–1984), deutscher Unternehmer
- Hermann Wolfgang Zahn (1879–1965), deutscher Arzt und Schriftsteller

### J
- Joachim Zahn (1914–2002), deutscher Jurist und Manager
- Johann Zahn (1641–1707), deutscher Theologe, Optiker und Mathematiker
- Johann Alfred von Zahn (1839–1910), deutscher Jurist und Beamter
- Johannes Zahn (Kirchenmusiker) (1817–1895), deutscher Theologe und Hymnologe
- Johannes Zahn (Altphilologe) (1828–1905), deutscher Altphilologe und Lehrer
- Johannes Zahn (Bankier) (1907–2000), deutscher Jurist und Bankier
- Josef Zahn (1894–1965), österreichischer Jurist und Genossenschaftler
- Josef Alois Zahn (1888–1965), deutscher Politiker (CSU), MdL Bayern
- Joseph von Zahn (1831–1916), österreichischer Historiker und Archivar

### K
- Karl Zahn (Politiker) (1806–1882), deutscher Politiker, Oberbürgermeister von Dortmund
- Karl von Zahn (1877–1944), deutscher Jurist und Ministerialbeamter
- Karl-Christian Zahn (1932–2007), deutscher Politiker (CDU), Bürgermeister von Dorsten
- Karl Friedrich Zahn (1900–1943), deutscher Pfarrer
- Karl-Heinrich Zahn (1939–2021), deutscher Pfarrer, siehe Pfarrgarten Saxdorf
- Karl Hermann Zahn (1865–1940), deutscher Botaniker
- Katharina Zahn (* 1989), deutsche Popsängerin, siehe Kat (Sängerin)
- Konrad Zahn (1891–1980), deutscher Politiker (NSDAP) und SS-Führer
- Kurt Zahn (* 1940), deutscher Politiker (SED) und Gewerkschaftsfunktionär

### L
- Leopold Zahn (1890–1970), österreichischer Kunsthistoriker
- Lola Zahn (1910–1998), deutsche Juristin und Wirtschaftswissenschaftlerin
- Lothar Zahn (1930–2014), deutscher Philosoph und Hochschullehrer
- Luise Zahn (geb. Luise Bäuml; 1919–2004), deutsche Politikerin (SED), MdV
- Ludwig Zahn (1903–1976), deutscher Kameramann

### M
- Margaret A. Zahn, US-amerikanische Soziologin und Kriminologin

### O
- Otto Zahn (1905–1989), deutscher Politiker (SPD) und Journalist

### P
- Patrick Zahn, deutscher Unternehmer
- Paul Zahn (* 1947), US-amerikanischer Baseballspieler
- Peter von Zahn (1913–2001), deutscher Journalist
- Peter Zahn (Mathematiker) (* 1930), deutscher Mathematiker und Professor
- Peter Zahn (Bibliothekar) (* 1936), deutscher Bibliothekar und Bibliothekswissenschaftler
- Peter Zahn (Politiker) (1944–2001), deutscher Gewerkschafter und Politiker (SPD)
- Peter K. Zahn (* 1966), deutscher Mediziner

### R
- Richard Zahn (1891–1975), deutscher Politiker (CDU)
- Robert Zahn (Konstrukteur) (1861–1914), deutscher Ingenieur und Industrieller
- Robert Zahn (Archäologe) (1870–1945), deutscher Klassischer Archäologe
- Robert von Zahn (* 1959), deutscher Musikwissenschaftler und Musikpädagoge
- Rudolf Zahn (1875–1916), deutscher Architekt
- Rudolf-Karl Zahn (1920–2016), deutscher Biochemiker und Hochschullehrer

### S
- Siegfried Zahn (* 1936), deutscher Politiker (CDU)
- Steve Zahn (* 1967), US-amerikanischer Schauspieler

### T
- Theodor Zahn (1838–1933), deutscher Theologe
- Thomas Zahn (Heimatforscher) (1952–2015), deutscher Bauingenieur und Heimatforscher
- Thomas Zahn (Künstler) (* 1968), deutscher Künstler
- Timothy Zahn (* 1951), US-amerikanischer Autor

### U
- Ulf von Zahn (* 1934), deutscher Physiker (Physik der Atmosphäre) und Hochschullehrer

### V
- Volker Zahn (* 1940), deutscher Arzt und Baubiologe
- Volker A. Zahn (* 1961), deutscher Drehbuchautor und Journalist, siehe Eva und Volker A. Zahn

### W
- Walter Zahn (* 1943), deutscher Heimatforscher
- Werner Zahn (Bobfahrer) (1890–1971), deutscher Bobfahrer
- Werner Zahn (Zoologe) (1906–1952), deutscher Zoologe und Zoodirektor
- Werner Zahn (Unternehmer) (* 1936), deutscher Unternehmer
- Werner Zahn (Politiker) (* 1949), deutscher Politiker (SPD)
- Wilhelm Zahn (Künstler) (1800–1871), deutscher Maler, Architekt und Ornamentforscher
- Wilhelm von Zahn (1839–1904), deutscher Mathematiker und Pädagoge
- Wilhelm Zahn (Pfarrer) (1848–1911), deutscher Pfarrer und Historiker
- Wilhelm Zahn (Marineoffizier) (1910–1976), deutscher Marineoffizier